# Rogoznica (Kroatië)
Rogoznica (Italiaans: Rogosnizza of Ragosnizza; Duits: Klein Kap Zesto) is een gemeente in de Kroatische provincie Šibenik-Knin.
Rogoznica telt 2391 inwoners. De oppervlakte bedraagt 70,55 km², de bevolkingsdichtheid is 33,9 inwoners per km².
Steden (gradovi): Šibenik · Drniš · Knin · Skradin · Vodice

Gemeenten (općine): Bilice · Biskupija · Civljane · Ervenik · Kijevo · Kistanje · Murter-Kornati · Pirovac · Primošten · Promina · Rogoznica · Ružić · Tisno · Tribunj · Unešić